# Rock Is a Lady's Modesty
«Rock Is a Lady's Modesty» (яп. ロックは淑女の嗜みでして, Rokku wa Redi no Tashinami deshite, Рок — це заняття для леді) — манґа, написана та ілюстрована Хіроші Фукудою. Вона публікується в журналі сейнен-манґи Young Animal видавництва Hakusensha з жовтня 2022 року. Аніме-серіал, створений Bandai Namco Pictures, прем'єра якого відбулася у квітні 2025 року і тривала по червень 2025 року.

## Сюжет
Ліліса Сузуномія — юна студентка престижної та елітної Академії для дівчат Ошін. Однак, будучи удочереною багатим батьком через другий шлюб її матері, а не народившись у такій родині, Лілісі доводиться наполегливо працювати, щоб підтримувати образ культурної та вишуканої студентки, аби завоювати цінний титул «Шляхетної Діви» школи, що включає відмову від її мрії грати на гітарі, яку вона отримала від свого біологічного батька. Проте, завдяки збігу обставин, вона знайомиться зі своєю однокласницею Отохою Курогане і дізнається про таємну любов Отохи до барабанів та рок-музики. Знову взявшись за свою гітару, Ліліса та Отоха починають таємно віддаватися своїй любові до рок-музики.

## Персонажі
Ліліса Сузуномія (яп. 鈴ノ宮 りりさ, Suzunomiya Ririsa)
Сейю: Акіра Секіне
Захоплення рухів: Канамі (Band-Maid)
Першокурсниця Академії для дівчат Ошін, вона стала донькою престижної родини Сузуномія після повторного шлюбу її матері. Щоб відповідати очікуванням вищого суспільства, вона створила ідеальний образ вишуканої молодої леді — навіть відмовившись від своєї улюбленої гітари, дорогоцінного подарунка від покійного батька. Однак, коли вона зустрічає Отоху, її прихована пристрасть до музики починає відроджуватися, що спонукає її повернути собі справжню себе і зрештою створити з нею гурт.
Отоха Курогане (яп. 黒鉄 音羽, Kurogane Otoha)
Сейю: Міюрі Шімабукуро
Захоплення рухів: Акане (Band-Maid)
Першокурсниця Академії для дівчат Ошін з впливової політичної родини, вона є найшанованішою ученицею школи — але таємно є невтомною барабанщицею. Після зустрічі з Лілісою в неї знову спалахує любов до гітари, і вони разом створюють гурт.
Тіна Ісемі (яп. 院瀬見 ティナ, Isemi Tina)
Сейю: Аяка Фукухара
Захоплення рухів: Сайкі (Band-Maid)
Другокурсниця Академії для дівчат Ошін, яка підробляє моделлю. Хоча на публіці вона підтримує імідж чарівного принца, її справжня натура — ніжна дівчина. Вона здібна піаністка, її інтерес до рок-музики розквітає після випадкового прослуховування виступу Ліліси, що спонукає її перекваліфікуватися на клавішні та приєднатися до гурту. Вона також є дизайнеркою костюмів гурту.
Тамакі Шірая (яп. 白矢 環, Shiraya Tamaki)
Сейю: Нацумі Фуджівара
Захоплення рухів: Міса (Band-Maid)
Другокурсниця Дівочої школи Куроюрі, сестринського закладу Академії для дівчат Ошін, і подруга дитинства Отохи. Попри свою репутацію вправної бас-гітаристки в андеграундних рок-колах, вона залишалася незалежною від будь-якого гурту — аж до возз'єднання з Отохою, коли вона приєдналася до її та гурту Ліліси.
Аліса Сузуномія (яп. 鈴ノ宮 愛莉珠, Suzunomiya Arisu)
Сейю: Сахо Шірасу
Учениця середньої школи Академії для дівчат Ошін, вона є біологічною донькою родини Сузуномія — отже, вона є прийомною молодшою сестрою Ліліси. Спочатку сприймаючи свою мачуху та зведену сестру як чужинців у своїй престижній родині, вона прагнула викрити фасад Ліліси та вигнати їх. Однак вона стала прихильницею Ліліси після того, як почула її виступ. Вона також є вправною скрипалькою.
Юка Сузуномія (яп. 鈴ノ宮 有花, Suzunomiya Yuka)
Сейю: Каорі Назука
Мати Ліліси, яка нещодавно вийшла заміж за престижну родину Сузуномія. Хоча вона здається доброю жінкою, вона емоційно тисне на Лілісу, щоб та відповідала стандартам вищого суспільства та відмовилася від своєї любові до рок-музики після смерті її колишнього чоловіка, який надихнув їхню доньку. Вона залишається невідомою про те, що Ліліса таємно знову почала грати на гітарі.
Юкарі Фуджімурасакі (яп. 藤紫 ゆかり, Fujimurasaki Yukari)
Сейю: Канае Іто
Президентка студентської ради Академії для дівчат Ошін та Шляхетна Діва. Вона обирає Тіну своєю віцепрезиденткою, а пізніше запрошує Лілісу до ради, не знаючи про їхні справжні натури.
Акі (яп. アキ)
Сейю: Хіромі Ігараші
Лідерка Bitter Ganache, з якою Тамакі грала як сесійна музикантка.

## Медіа

### Манґа
Написана та ілюстрована Хіроші Фукудою, манґа «Rock Is a Lady's Modesty» почала публікуватися в журналі сейнен-манґи Young Animal видавництва Hakusensha 28 жовтня 2022 року. Hakusensha зібрала її розділи в окремі томи танкобон, перший з яких вийшов 28 квітня 2023 року. Станом на 28 березня 2025 року було випущено сім томів.
У квітні 2025 року видавництво Yen Press оголосило, що ліцензувало серію для публікації англійською мовою, починаючи з вересня 2025 року.

#### Томи
| - Розділи 1–5 |

| - Розділи 6–13 |

| - Розділи 14–20 |

| - Розділи 21–28 |

| - розділи 29–36 |

| - Розділи 37–43 |

| - Розділи 44–49 |

### Аніме
У липні 2024 року було оголошено, що манґа отримає екранізацію у вигляді аніме-серіалу. Його виробництвом займається Bandai Namco Pictures, режисером є Шінья Ватада, Орі Ясукава — помічник режисера, Шьоґо Ясукава відповідає за композицію серіалу, а Ріса Міядані розробляє дизайн персонажів. Прем'єра серіалу відбулася 3 квітня 2025 року, а закінчилась 26 червня того ж року на телеканалі TBS та його філіалах. Початковою музичною темою є пісня «Ready to Rock» у виконанні Band-Maid, а завершальною — «Yume Janai nara Nan'na no sa» (яп. 夢じゃないならなんなのさ,, «Якщо це не сон, то що це?»), у виконанні Little Glee Monster.
Sentai Filmworks ліцензувала серіал у Північній Америці для трансляції на Hidive. Medialink ліцензувала серіал у Південно-Східній Азії.

#### Виробництво
Режисер Шінья Ватада зацікавився манґою «Rock Is a Lady's Modesty» у 2023 році та, отримавши пропозицію від Bandai Namco Pictures, з радістю погодився її екранізувати. Під час роботи над аніме активно використовувався досвід асистента режисера Орі Ясукави, який раніше грав на барабанах.
Для реалістичних сцен виступів було вирішено застосувати технологію захоплення руху. Згодом виникла ідея залучити гурт Band-Maid, який також виконує початкову пісню. Продюсер Тацуя Сунако, відвідавши їхній концерт, відзначив схожість між виступами Канамі та Акане з персонажами Отохи та Ліліси. Розробники також консультувалися з автором манґи Хіроші Фукудою щодо передісторій героїв.
Чотири учасниці Band-Maid (Акане, Канамі, Сайкі, Міса) взяли участь у захопленні рухів для персонажів аніме. Акане зазначила, що складність музики та необхідність оберігати датчики на інструментах впливали на її гру, але після запевнень продюсерів вона зосередилася на виступі.
Акіра Секіне (озвучує Лілісу) описала атмосферу запису як спокійну, при цьому вона не змогла відвідати прослуховування у перший день через грип. Вона та Міюрі Шімабукуро (озвучує Отоху) готувалися до ролей, вивчаючи літературу про леді. Фукуда надавав додаткові історії для глибшого розуміння персонажів, а Секіне дозволили слухати музику під час запису. Шімабукуро акцентувала на відтворенні елегантності Отохи через власну поставу.

#### Серії
| 1 | «Леді-версія: «Доброго дня вам ♡»» Транслітерація: «Gokigenyō ♡» (яп. ごきげんよう♡)                                                        | Орі Ясукава                   | Шінья Ватада                                  | 3 квітня 2025  |
| 1 | «Рок-версія: «Кинь грати на гітарі!!!»» Транслітерація: «Sonna Gitā Yamechimae!!!» (яп. そんなギターやめちまえ!!!)                          | Орі Ясукава                   | Шінья Ватада                                  | 3 квітня 2025  |
| Ліліса Сузуномія — учениця престижної Академії для дівчат Ошін, яку високо цінують її однолітки. Попри свою популярність, Ліліса почувається задушеною консервативною структурою школи та високими очікуваннями, хоча вона змушує себе пристосовуватися, щоб стати «Шляхетною Дівою» та принести честь своїй родині. Ліліса перетинається з іншою популярною ученицею, Отохою Курогане, і знаходить її інтригуючою. Після їхньої зустрічі Ліліса помічає на землі гітарний медіатор і, вважаючи це дивним, забирає його додому. Наступного дня Ліліса бачить, як Отоха намагається знайти свій медіатор, але оскільки за ними спостерігає весь учнівський корпус, вона заперечує будь-яку причетність, боячись заплямувати свою добру репутацію. Ліліса вирішує прослідкувати за Отохою до старої музичної кімнати школи, де виявляє, що Отоха — вправна барабанщиця. Здивована тим, що Отоха поводиться всупереч своїй репутації та стриманій поведінці, Ліліса повертає медіатор і каже, що нікому не розповість. Однак Отоха здогадується, що Ліліса вміє грати на гітарі, помітивши, як вона правильно ідентифікувала медіатор і має мозолі на пальцях, і пропонує їй зіграти на гітарі, використовуючи цей медіатор. Ліліса вагається, оскільки в юності вона вже відмовилася від гітари, але ображається після того, як Отоха натякає, що вона, мабуть, погано грає, що спонукає її зіграти з Отохою, щоб довести протилежне. Після гри Отоха лайливо вигукує, що гітарні навички Ліліси жалюгідні, шокуючи та розлютивши Лілісу. | |                               |                                               |                |
| 2 | «Леді-версія: «Давайте співпрацювати! ♡»» Транслітерація: «Majiwarimashou ♡» (яп. 交わりましょう♡)                                          | Мегумі Ямамото                | Орі Ясукава                                   | 11 квітня 2025 |
| 2 | «Рок-версія: «Я НІКОЛИ цього не визнаю!»» Транслітерація: «Zettai, Mitomenai!» (яп. 絶対、認めない！)                                       | Мегумі Ямамото                | Орі Ясукава                                   | 11 квітня 2025 |
| Ліліса залишається розлюченою глузливими коментарями Отохи попереднього дня, а Отоха продовжує пропонувати їй знову зіграти разом. Попри вибачення Отохи за її слова, Ліліса заявляє, що більше не має наміру розмовляти з Отохою. Пізніше на уроці Ліліса ледь не виказує свій інтерес до рок-музики перед однокласниками, що викликає у неї збентеження. Потім Отоха переслідує Лілісу протягом усього дня, дратуючи її. Вдома Ліліса намагається грати на скрипці, що ще більше ускладнює її стосунки зі зведеною сестрою Алісою. Вона також підтверджує свою рішучість стати Шляхетною Дівою, щоб полегшити життя матері в родині Сузуномія. Наступного дня Ліліса зустрічає президентку шкільної ради та Шляхетну Діву Юкарі Фуджімурасакі. Ліліса має намір звернутися до неї, щоб вступити до студентської ради, але її перериває Отоха, яка офіційно знайомить її з Юкарі. Роздратована перериванням, Ліліса повторює, що не має наміру пов'язувати себе з Отохою. Після уроку однокласниці запитують Лілісу про її нинішнє захоплення, що змушує її задуматися про свою рішучість. Ліліса підходить до Отохи в музичній кімнаті та розпитує її про рішення обрати барабани. Отоха пояснює, що її рухає пристрасть і що це щось унікально її власне; заздрячи тому, що їй довелося пожертвувати своєю пристрастю до гри на гітарі у прагненні стати Шляхетною Дівою, Ліліса бере гітару, щоб довести Отосі, що вона вже давно перейшла від своєї пристрасті.                                                                    | |                               |                                               |                |
| 3 | «Зробімо це! Зробімо те, що відчуваємо!» Транслітерація: «Yarimashō!!! Kimochīi Koto!!!» (яп. やりましょう!!! 気持ちいい事!!!)              | Кенто Накаґоме                | Ясафумі Соеджіма & Кенто Накаґоме             | 18 квітня 2025 |
| 3 | «Хочеш створити гурт?» Транслітерація: «Bando Kumanai？» (яп. バンド組まない？)                                                             | Кенто Накаґоме                | Ясафумі Соеджіма & Кенто Накаґоме             | 18 квітня 2025 |
| Ліліса та Отоха знову беруться за рок-сесію, під час якої Ліліса розмірковує про те, як її змусили відмовитися не лише від любові до гітари, а й від усіх інших її «низькокласних» хобі, щоб вписатися в родину Сузуномія. Однак гра разом з Отохою знову запалює в ній пристрасть до гітари та рок-музики, і вона погоджується створити гурт з Отохою. Наступного дня Лілісі важко зберігати спокій під час уроку, хоча її однокласники неправильно тлумачать таку поведінку як пристрасть до навчання. Після школи Ліліса зустрічається з Отохою, щоб визначити напрямок, місію та правила їхнього гурту. Вони вирішують стати інструментальним рок-гуртом з метою виступити на фестивалі Fuji Rock. Ліліса також наполягає на тому, щоб вони уникали образ після репетицій, оскільки вважає, що це відволікатиме її від місії стати Шляхетною Дівою. Хоча Отоха погоджується з Лілісою, вони обидві швидко порушують це правило і знову починають сваритися після репетиції. Тим часом Аліса зустрічає кількох своїх однокласниць, які почали шанувати Лілісу, що викликає у Аліси приховану зневагу до неї через те, що вона сприймає її як чужачку в родині Сузуномія. | |                               |                                               |                |
| 4 | «Хочеш скористатися програмою для пошуку однолітків?» Транслітерація: «Menbo Shite miru?» (яп. メン募してみる？)                            | Такаші Кодзіма                | Наґіса Міядзакі                               | 25 квітня 2025 |
| 4 | «Я їх вижену!» Транслітерація: «Oidashiteyaru!» (яп. 追い出してやる！)                                                                      | Такаші Кодзіма                | Наґіса Міядзакі                               | 25 квітня 2025 |
| Щоб укомплектувати свій гурт, Ліліса вирішує скористатися програмою Peer Seeker для пошуку басистки та клавішниці. Однак більшість претендентів мають погані відгуки через різні проблеми, що змушує Лілісу бути більш пильною у своїх пошуках. Вона знаходить відкритий запит на басиста та барабанщика від симфонічного гурту під назвою Red Familia, щоб замінити відсутніх учасників на важливий виступ. Хоча це не рок-гурт, Ліліса вважає, що така проста робота стане для неї та Отохи гарним досвідом першого виступу перед аудиторією. Тим часом Аліса йде за котом і випадково потрапляє до старої школи, де Ліліса та Отоха репетирують. Помітивши Лілісу, яка грає на гітарі, Аліса заходить до школи, щоб поговорити з нею, але один з однокласників Отохи їх попереджає. Ліліса та Отоха встигають сховати гітару та обдурити Алісу, змусивши її піти, хоча вона залишається підозрілою. У день виступу Ліліса та Отоха зустрічаються з Red Familia, а за чистим збігом обставин Аліса супроводжує свою подругу на цей самий виступ. | |                               |                                               |                |
| 5 | «Моє серце б'ється швидше ♡» Транслітерація: «Dokidoki Shimasu wa ne ♡» (яп. ドキドキしますわね♡)                                           | Кен Като                      | Ясафумі Соеджіма & Ацуші Сігета               | 1 травня 2025  |
| 5 | «А ну ж, і своє діставай!» Транслітерація: «Kocchi wa Dashite nda, Temē mo Dashite miro!!!» (яп. こっちは出してんだ、テメーも出してみろ!!!) | Кен Като                      | Ясафумі Соеджіма & Ацуші Сігета               | 1 травня 2025  |
| Оскільки багато музикантів з Red Familia — аматори, їхній виступ під час репетиції повільний, що залишає Лілісу та Отоху незадоволеними. Однак після того, як диригент Уекуса зазнає утисків від свого суперника, співака Джуна Ішітані, щодо того, що симфонічні гурти ніколи не зрівняються з вокальними, дівчата вирішують викластися на повну під час справжнього виступу. Тим часом Аліса супроводжує свою подругу Хійорі на концерт і впізнає Лілісу, коли Red Familia виходить на сцену. Коли починається виступ, Ліліса та Отоха беруть темп під свій контроль, змушуючи інших триматися ритму, що призводить до жвавого виступу, який збирає великий натовп. Після цього Ішітані намагається завербувати дівчат, але Ліліса, все ще сповнена енергії від виступу, грубо йому відмовляє. Потім Аліса протистоїть Лілісі, але остання переконує свою зведену сестру зберегти її виступ у таємниці. Повернувшись додому, заінтригована справжньою особистістю Ліліси, Аліса запитує свою мачуху, якою та була до повторного шлюбу, але її непокоїть наполягання мачухи на тому, що вони завжди були частиною родини Сузуномія. Тим часом, заспокоївшись, Ліліса починає панікувати через те, що Аліса знає її секрет, а Отоха розмірковує про те, як це — бути в гурті з Лілісою. | |                               |                                               |                |
| 6 | «Приймеш мене у свій гурт?» Транслітерація: «Menbā ni Irete Kurenai ka…?» (яп. メンバーに入れてくれないか…？)                               | Орі Ясукава & Наґіса Міядзакі | Кадзуо Терада                                 | 8 травня 2025  |
| 6 | «Позбудься її негайно» Транслітерація: «Ima sugu, Aitsu wa Sutero» (яп. 今すぐ、あいつは捨てろ)                                             | Орі Ясукава & Наґіса Міядзакі | Кадзуо Терада                                 | 8 травня 2025  |
| Через три дні після концерту Ліліса продовжує прагнути стати Шляхетною Дівою, її запрошують до студентської ради. Однак вона випадково зустрічає віцепрезидентку — «принца» Ошін — Тіну Ісемі, яка, здається, впізнає Лілісу, що змушує її втекти. Після школи Ліліса репетирує з Отохою, коли отримує повідомлення в додатку Peer Seeker від «Широ», яку Отоха впізнає, і йде на зустріч. Ліліса займається сама, коли її наздоганяє Тіна і зізнається, що бачила концерт, що викликає у Ліліси паніку. На щастя, Тіна просить приєднатися до гурту Ліліси, пояснюючи, що її публічний образ — лише маска, і що вона хоче здобути справжню впевненість у собі. Ліліса просить Тіну спробувати зіграти на піаніно, але їй бракує напористості. Тим часом Отоха зустрічає Широ — стару знайому Тамакі Шірая, відому бас-гітаристку та студентку сестринської академії Ошін, Дівочої школи Куроюрі. Тамакі знає про виступ Отохи на концерті та погоджується приєднатися до гурту. Однак Тамакі не вважає Лілісу гідною гітаристкою і приєднується лише за умови, що вони виступлять на битві гуртів через два тижні. | |                               |                                               |                |
| 7 | «Я хочу змін!» Транслітерація: «Boku wa, Jibun o Kaetai…!» (яп. 僕は、自分を変えたい…！)                                                    | Кенто Накаґоме                | Сусуму Нісізава                               | 15 травня 2025 |
| 7 | «Виходь на мій рівень, клятий нуб» Транслітерація: «Kore Gurai Konaseyo, Hetakuso» (яп. これぐらいこなせよ、下手くそ)                       | Кенто Накаґоме                | Сусуму Нісізава                               | 15 травня 2025 |
| Отоха пояснює, що попередній гурт Тамакі, Bitter Ganache, розлютився, дізнавшись, що Тамакі планує піти до Отохи, і викликав її на битву гуртів, щоб визначити, до якого гурту приєднається Тамакі. Отоха із задоволенням прийняла виклик, оскільки це мала бути її перша битва гуртів. Тамакі погоджується лише тому, що їй також цікаво, що Отоха бачить у Лілісі. Під час репетиції Ліліса намагається не відставати від бас-виконання Тамакі, оскільки вона не може зрозуміти її емоції та відповідним чином відреагувати. Крім того, Ліліса відповідає за навчання Тіни грі на клавішних, і хоча прогрес останньої повільний, Ліліса вражена зусиллями, які докладає Тіна. За вісім днів до битви гуртів усі чотири учасники гурту вперше репетирують разом. Однак Тамакі не вражена виступом Тіни і вимагає, щоб Ліліса вигнала Тіну з гурту. | |                               |                                               |                |
| 8 | «Це в жодному разі не марна трата!» Транслітерація: «Muda na Wake Naidesho!!» (яп. ムダなワケないでしょ!!)                                  | Хіротака Ендо                 | Такахіро Окава                                | 22 травня 2025 |
| 8 | «У мене є таємний план!» Транслітерація: «Hisaku ga Arimasu wa ♡» (яп. 秘策がありますわ♡)                                                   | Хіротака Ендо                 | Такахіро Окава                                | 22 травня 2025 |
| Тамакі вважає, що виключення Тіни з гурту підвищує їхні шанси на перемогу над Bitter Ganache, і сама Тіна розглядає можливість відходу. Однак Ліліса відхиляє вимоги Тамакі, підтверджуючи своє бажання, щоб гурт виражав свою справжню сутність. Вона наполягає на додатковому часі для навчання Тіни, що Тамакі неохоче приймає. Дорогою додому Отоха дражнить Тамакі, відзначаючи, наскільки остання була схожа на Тіну, коли вперше зацікавилася рок-музикою. Через п'ять днів гурт знову репетирує, і хоча Тамакі вражена покращеними навичками Тіни, вона все ще не вважає їх достатньо хорошими. Потім Отоха розкриває, що вона також допомагала Тіні в навчанні, що переконує Тамакі дати Тіні шанс. У день битви гуртів дівчата прибувають на місце проведення та вступають у коротку конфронтацію з Bitter Ganache. Дізнавшись, що більшість натовпу прийшла виключно, щоб побачити Тамакі, ревнива Ліліса клянеться показати виступ, який перевершить її. | |                               |                                               |                |
| 9 | «Нарешті наша черга!» Транслітерація: «Iyoiyo Watashi Tachi no Bandesu wa ne ♡» (яп. いよいよ私達の番ですわね♡)                             | Орі Ясукава                   | Ясафумі Соеджіма                              | 29 травня 2025 |
| 9 | «Ви всі занадто голосні!» Транслітерація: «Zenbu, Uruse e nda yo!!!» (яп. 全部、うるせえんだよ!!!)                                          | Орі Ясукава                   | Ясафумі Соеджіма                              | 29 травня 2025 |
| Після виступу Bitter Ganache, гурт Ліліси, який Тамакі назвала Blanc de Noir+α (бо вона все ще не переконана, що Ліліса й Тіна дотягнуть до рівня її та Отохи), починає свій виступ. Спочатку Тіна ледь встигає за ритмом і подумує здатися посередині пісні, але Отоха веде її своїм барабанним боєм, дозволяючи Тіні насолоджуватися грою. Попри те, що ситуація з Тіною вирішена, Ліліса розчарована тим, що Bitter Ganache та публіка залишаються невраженими її виступом та гітарними навичками, і починають чекати наступних виконавців. Отоха раптом починає грати свою останню пісню на повну, і Ліліса, не бажаючи бути перевершеною, наслідує її приклад. Тамакі стримує гру Ліліси та Отохи, щоб запобігти виходу їхнього виступу з-під контролю, хоча сама починає проникатися їхньою грою разом з Тіною. Виснажені дівчата завершують свій виступ, залишивши Bitter Ganache та публіку в захваті. | |                               |                                               |                |
| 10 | «Я знаю, ти можеш набагато краще!» Транслітерація: «An'na mon Janedaro!!» (яп. あんなもんじゃねぇだろ!!)                                    | Хідеакі Накано                | Ацуші Оцукі                                   | 5 червня 2025  |
| 10 | «Хочу знову відірватися з ними!» Транслітерація: «Aitsura to, Rokku ga Shitai!!!» (яп. あいつらと、ロックがしたい!!!)                       | Хідеакі Накано                | Ацуші Оцукі                                   | 5 червня 2025  |
| Вважаючи, що вони програли, оскільки їхній виступ не викликав оплесків шокованої публіки, Ліліса та Отоха починають сперечатися за лаштунками, звинувачуючи одна одну. Це також змушує Тамакі зрозуміти, що Отоха бачить у Лілісі: партнера, який може стояти поруч як рівний. На щастя, учасниці Bitter Ganache усвідомлюють бажання Тамакі грати на басі та вирішують відмовитися від парі. Тамакі зрештою вирішує приєднатися до гурту, отримуючи задоволення від образ з боку Отохи, що дуже дивує останню. Наступного дня Ліліса відвідує спільну чайну церемонію між Ошін та її сестринською академією — Дівочою школою Куроюрі — і шокована, побачивши, що Тамакі є президентом клубу чайної церемонії Куроюрі, вдаючи традиційну японську дівчину. Наприкінці дня Ліліса розмірковує про виступ попередньої ночі та усвідомлює, що отримала справжнє задоволення. Потім вона приходить до репетиційної кімнати й бачить, що Отоха, Тіна та Тамакі чекають на неї для наступної сесії. Ззовні Аліса шпигує за Лілісою і шокована, побачивши, що у тієї тепер є повноцінний гурт. | |                               |                                               |                |
| 11 | «Я хочу бути Шляхетною Дівою» Транслітерація: «Nōburumeiden ni Narita Kute» (яп. 高潔な乙女になりたくて)                                    | Komao Yukihiro                | Komao Yukihiro                                | 12 червня 2025 |
| 11 | «Це дозволяє тобі танцювати по них» Транслітерація: «Ta da, Odora seru Dake» (яп. ただ、踊らせるだけ)                                       | Komao Yukihiro                | Komao Yukihiro                                | 12 червня 2025 |
| Гурт продовжує репетирувати разом, і Тамакі з часом приймає Тіну як колегу по гурту, допомагаючи Лілісі вдосконалювати її навички гри на гітарі. Тим часом Ліліса продовжує докладати всіх зусиль, щоб стати Шляхетною Дівою, зосереджуючись на навчанні та обов'язках у студентській раді. Пізніше Ліліса випадково зустрічає випускницю та попередню Шляхетну Діву, Яйой Такаянаґі. Сподіваючись дізнатися більше про те, як стати Шляхетною Дівою, Ліліса погоджується супроводжувати Яйой і запитує, як вона може зробити внесок у школу, але розчаровується, почувши, що Яйой вважає грошову вартість єдиним внеском. Ліліса ще більше шокована, почувши, як Яйой зневажливо відгукується про гітару, попри минуле Яйой як арфістки, зауважуючи, що вона не має жодного сенсу у вищому суспільстві, і радячи Лілісі стримуватися. Ліліса, яка вважає гітару основною частиною своєї ідентичності, повертається до музичної кімнати, щоб виплеснути свій гнів і розчарування через гру на гітарі. Наступного дня власник концертного залу запрошує гурт повернутися для повторного виступу через великий попит. | |                               |                                               |                |
| 12 | «Я відмовлюся від гри» Транслітерація: «Jitai Sasete Itadakimasu wa» (яп. 辞退させていただきますわ)                                         | Takahiko Kyogoku              | Takahiko Kyogoku                              | 19 червня 2025 |
| 12 | «Ми доведемо, що ми найкращі!» Транслітерація: «Saikō Datte Shōmei Shite Yaru!!!» (яп. 最高だって証明してやる!!!)                           | Takahiko Kyogoku              | Takahiko Kyogoku                              | 19 червня 2025 |
| Ліліса та гурт погоджуються знову виступити за умови власника концертного залу, що вони візьмуть участь в іншому батлі гуртів. Потім прибуває гурт Bacchus, що складається лише з хлопців, які хочуть виступити в концертному залі та погоджуються зійтися у двобої з гуртом Ліліси. Однак Лілісу таємно дратує низький рівень майстерності Bacchus та те, що вони взялися за рок-музику за примхою, а не через справжню пристрасть, і популярні лише завдяки тому, що вже є успішними MeTubers. Тамакі попереджає Лілісу, що їхній гурт уже перебуває в невигідному становищі через наявність вокаліста у Bacchus та те, що їхні фанати віддані Bacchus через їхню зовнішність, а не музику. Отоха розглядає можливість відмовитися від виступу, оскільки вона хоче грати лише як хобі, але Ліліса каже їй, що вона щиро бажає успіху гурту, і обіцяє влаштувати виступ, який її вразить. У день виступу Ліліса захищає Алісу від Bacchus, коли вони чіпляються до неї за критику. На сцені гурт стикається з ворожою публікою, яка люто віддана Bacchus, але Ліліса сповнена рішучості підкорити їх своїм виступом. | |                               |                                               |                |
| 13 | ««Rock Lady»» Транслітерація: «Rokkuredi» (яп. ロックレディ)                                                                                | Орі Ясукава & Шінья Ватада    | Ясафумі Соеджіма, Орі Ясукава, & Шінья Ватада | 26 червня 2025 |
| Гурт «Rock Lady» поступово завойовує прихильність фанатів Бахуса, попри їхні початкові спроби ігнорувати виступ. Незважаючи на невдоволення Отохи тим, що вони грають лише для інших, Ліліса надихає її грати для власного задоволення, і успіх виступу підсилює це відчуття. Бахус, розлючений обговоренням Rock Lady серед його фанатів, погрожує гурту, але власник залу втручається, а Rock Lady готуються до бісу. Ліліса пояснює, що прагне поділитися азартом інструментального року, зміцнюючи рішучість Отохи продовжувати шлях до Fuji Rock разом з гуртом. | |                               |                                               |                |

## Сприйняття
Манґу рекомендувала авторка «Bocchi the Rock!» Акі Хамаджі. Врай Кайзер з Anime Feminist порівняла головних героїнь з персонажками Revolutionary Girl Utena та Yuri Is My Job!, відзначивши експресивність анімації та роботу команди, що раніше працювала над відомими серіалами. Вона описала серіал як «дружній хаос» з елементами класової тривоги та сексизму, підкресливши «електричну» динаміку між героїнями та передбачивши можливі перешкоди для їхнього романтичного зближення.
Стів Джонс з Anime News Network, попри скептицизм щодо жанру «дівчачі гурти», високо оцінив перші епізоди, назвавши серіал «крутим». Він відзначив історію Ліліси як рушійну силу сюжету, її привабливість та внутрішню боротьбу, а також заплутаність у стосунках з Отохою. Джонс похвалив режисуру, музику, кольорову гаму та анімацію, побачивши в серіалі елементи спокуси та BDSM-тематики, назвавши його «гучним, вульгарним, сапфічним та гордим», історією «звільнення та лібідо» з натяками на сексуальні стосунки, проводячи паралелі з Kakegurui.
Еріка Фрідман, співзасновниця Yuricon, зазначила типовість сеттингу приватних шкіл для юних леді з вищих класів для ранніх юрі-серіалів, що дозволяє досліджувати теми поза межами японських суспільних норм. Вона підкреслила контраст між вишуканою зовнішністю Ліліси та Отохи та їхньою музичною «боротьбою за панування». Фрідман похвалила музику Band-Maid, яка відповідає історії, та використання CGI для анімації музичних сцен. Їй сподобалося поєднання шкільної тематики Class S, «простонародної чутливості», юрі-теми та рок-н-ролу, оцінивши серіал загалом на 9/10 та відзначивши навмисний фансервіс від Отохи.